# ويليام وركمان
ويليام وركمان هو مصرفي وسياسي كندي، ولد في 1 مايو 1807 في ليسبورن في المملكة المتحدة، وتوفي في 23 فبراير 1878 في مونتريال في كندا. انتخب عمدة مونتريال ‏ (1868 – 1871).